# Plastocerus megalops
Plastocerus megalops is een keversoort uit de familie Plastoceridae. De wetenschappelijke naam van de soort is voor het eerst geldig gepubliceerd in 1910 door Fall.